# Maria José portugál infánsnő
Maria José infánsnő (Maria José Joana Eulália Leopoldina Adelaide Isabel Carolina Micaela Rafaela Gabriela Francisca de Assis e de Paula Inês Sofia Joaquina Teresa Benedita Bernardina de Bragança) (Bronnbach, 1857. március 19. – München, 1943. március 11. a Bragança-házból származó portugál királyi hercegnő, házassága révén bajor hercegné, I. Mihály portugál király leánya, Károly Tivadar bajor herceg második felesége.

## Élete

### Származása
A Bragança-házból való Mária Jozefa portugál infánsnő (királyi hercegnő) 1857-ben született Bronnbachban, a Löwenstein–Wertheim–Rosenberg hercegi birtokon, a Württembergi Királyság területén.
Édesapja I. Mihály portugál király (1802–1866) volt, VI. János portugál király és Sarolta Johanna spanyol infánsnő fia. Mihály király uralmát az 1831–34-es polgárháború után saját bátyja, Dom Pedro döntötte meg. 1851-től haláláig németországi száműzetésben élt.
Édesanyja Adelheid Zsófia löwenstein–wertheim–rosenbergi hercegnő (1831–1909) volt, Konstantin zu Löwenstein-Wertheim-Rosenberg herceg és Marie Agnes von Hohenlohe-Langenburg hercegnő leánya.
Hét gyermekük sorában Mária Jozefa hercegnő negyedikként született:
- Mária (Maria das Neves) infánsnő (1852–1941), aki 1871-ben Alfonz Károly spanyol herceghez, Juan de Borbón y Bragançának, Montizon grófjának és Habsburg–Estei Mária Beatrix osztrák főhercegnőnek fiához ment feleségül, az utolsó trónkövetelőhöz a spanyol Bourbonok karlista ágán.
- Mihály Mária Károly Egyed infáns (1853–1927), portugál trónkövetelő (a királypártiak számára II. Mihály portugál király), a Bragança-ház feje, aki 1877-ben Erzsébet Thurn und Taxis hercegnőt, majd 1893-ban Mária Terézia löwenstein–wertheim–rosenbergi hercegnőt vette feleségül.
- Mária Terézia Immakuláta infánsnő (1855–1944), Habsburg–Lotaringiai Károly Lajos főhercegnek, I. Ferenc József osztrák császár öccsének harmadik felesége.
- Maria José infánsnő (1857–1943), bajor hercegné.
- Adelgunda infánsnő (1858–1946), Guimarães hercegnője, aki 1876-ban a Bourbon-házból való Henrik parmai herceghez, Bardi grófjához, III. Károly parmai uralkodó herceg egyik fiához ment feleségül.
- Mária Anna (do Carmo) infánsnő (1861–1942), aki 1893-ban IV. Vilmos luxemburgi nagyherceghez ment feleségül.
- Mária Antónia infánsnő (1862–1959), aki 1884-ben I. Róberthez, Parma címzetes hercegéhez ment feleségül. Az utolsó magyar király feleségének, Zita Bourbon–parmai hercegnőnek az édesanyja.

### Házassága, gyermekei
1874. április 29-én Kleinheubachban, a hercegség székhelyén feleségül ment a Wittelsbach-ház Pfalz–Birkenfeld–Gelnhausen mellékágából származó Károly Tivadar bajor herceghez (1839–1909), Miksa József bajor herceg és Mária Ludovika Vilma bajor királyi hercegnő fiához, Erzsébet császárné öccséhez, akinek első felesége, Zsófia Mária szász királyi hercegnő (1845–1867), I. János szász király és Amália Auguszta bajor királyi hercegnő leánya két évnyi házasság után fiatalon meghalt. Károly Tivadar és Mária Jozefa házasságából öt gyermek született, akik apjuk címét örökölték (Prinz/Prinzessin in Bayern):
- Zsófia Adelheid (1875–1957), aki Hans Veit zu Toerring-Jettenbach grófhoz ment feleségül.
- Erzsébet Gabriella (1876–1956), aki I. Albert belga király felesége lett.
- Mária Gabriella (1878–1912), aki Rupprecht bajor koronaherceghez ment feleségül.

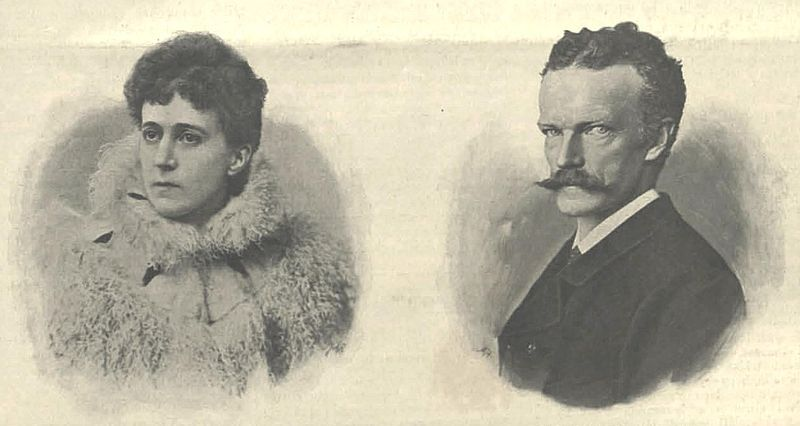
A hercegi pár 25. házassági évfordulója alkalmából megjelentetett kép (Vasárnapi Ujság, 1899.

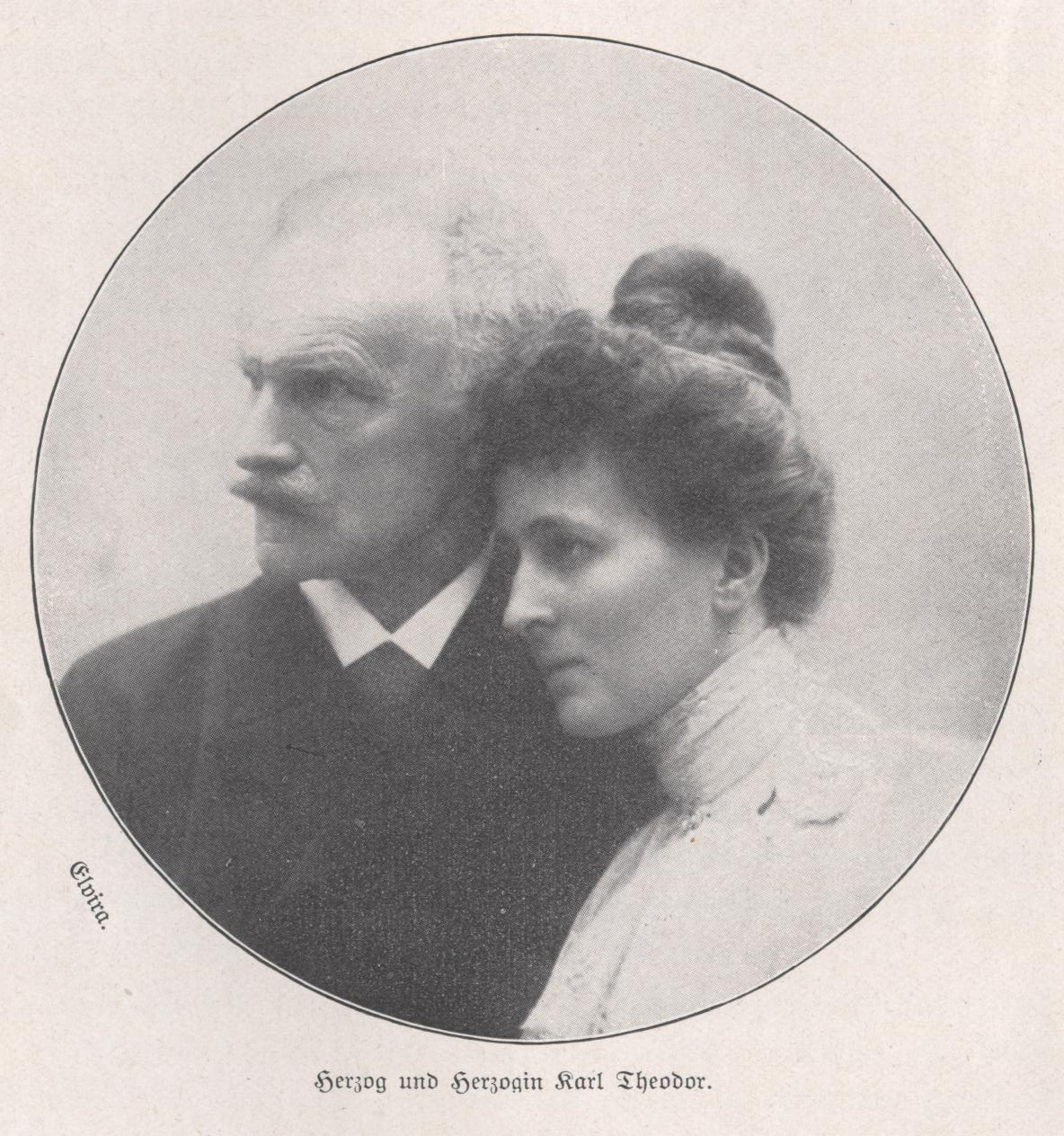
Maria José és férje, Károly Tivadar, 1914.

- Lajos Vilmos (1884–1968).
- Ferenc József (1888–1912).

### Az orvosfeleség
Férje, Károly Tivadar 1880-ban megszerezte az orvosi diplomát. Szemészorvosként Münchenben, Tegernsee-ben, Meranban és a dél-franciaországi Mentonban praktizált, majd 1888-ban szemészeti rendelőt nyitott a tegernsee-i kastélyban. Mária Jozefa asszisztensként dolgozott férje mellett. 1895-ben a házaspár szemészeti klinikát alapított (Augenklinik Herzog Carl Theodor), ahol Károly Tivadar vezetése alatt mintegy 5000 hályogműtétet végeztek.
Férje 1909-ben elhunyt. A klinikát az özvegy Mária Jozefa továbbra is fenntartotta, majd 1917-ben alapítványi kezelésbe adta. A jó nevet szerzett Károly Tivadar Szemklinika ma is működik Münchenben, a Nymphenburg utcai épületben.
Mária Jozefa 34 évvel élte túl férjét. 85 évesen hunyt el Münchenben, 1943. március 11-én. A tegernsee-i kastély kriptájában temették el.